# Veillonella
Genre
Veillonella est un genre de bactéries de la famille des Veillonellaceae.

## Taxonomie
Le nom correct complet (avec auteur) de ce taxon est Veillonella Prévot 1933.
L'espèce type est : Veillonella parvula (Veillon & Zuber 1898) Prévot 1933.

### Étymologie
L'étymologie de cette famille Veillonellaceae est la suivante : Veil.lon.el’la. N.L. fem. dim. n. Veillonella, nommée d'après Adrien Veillon, le microbiologiste français qui a isolé l'espèce type.

### Liste des espèces valides
Selon LPSN (27 juin 2023), le genre Veillonella comprend 16 espèces publiées de manière valide et au nom correct selon l'ICSP, ce sont les suivants :
- Veillonella atypica (Rogosa 1965) Mays et al. 1982
- Veillonella caviae Mays et al. 1982
- Veillonella criceti (Rogosa 1965) Mays et al. 1982
- Veillonella denticariosi Byun et al. 2007
- Veillonella dispar (Rogosa 1965) Mays et al. 1982
- Veillonella hominis Liu et al. 2022
- Veillonella infantium Mashima et al. 2018
- Veillonella magna Kraatz & Taras 2008
- Veillonella montpellierensis Jumas-Bilak et al. 2004
- Veillonella nakazawae Mashima et al. 2021
- Veillonella parvula (Veillon & Zuber 1898) Prévot 1933
- Veillonella ratti (Rogosa 1965) Mays et al. 1982
- Veillonella rodentium (Rogosa 1965) Mays et al. 1982
- Veillonella rogosae Arif et al. 2008
- Veillonella seminalis Aujoulat et al. 2014
- Veillonella tobetsuensis Mashima et al. 2013

### Liste des espèces synonymes
Selon LPSN (27 juin 2023), le genre Veillonella comprend une espèce synonyme. Il s'agit de la suivante :
- Veillonella alcalescens Prévot 1933 reconnue synonyme hétérotypique de Veillonella parvula (Veillon and Zuber 1898) Prévot 1933[3].

### Espèces publiées de manière non valide
Selon LPSN (27 juin 2023), le genre Veillonella comprend aussi quatre espèces qui ont été publiées de manière non valide. Pour ces quatre espèce, le nom publié reste actuellement le nom préféré (mais non correct) et sont les suivantes :
- "Veillonella agrestimuris" Afrizal et al. 2022
- "Candidatus Veillonella atypica" Drancourt et al. 2004
- "Veillonella fallax" Afrizal et al. 2022
- "Veillonella intestinalis" Afrizal et al. 2022